# 奥格斯堡同盟

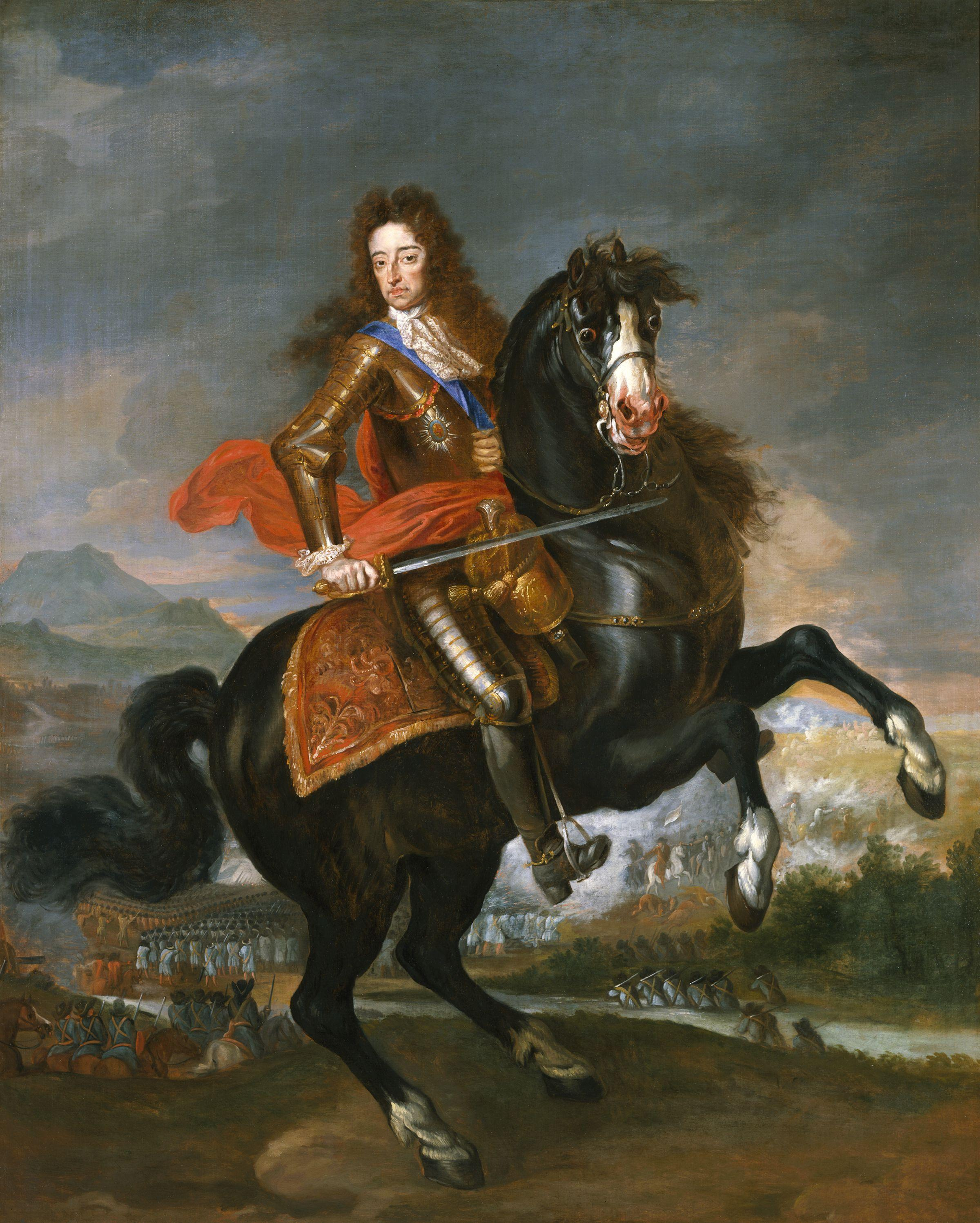
奧格斯堡同盟的締造者，荷蘭共和國總督兼英格蘭、蘇格蘭和愛爾蘭國王威廉三世

奥格斯堡同盟是反对法国国王路易十四的欧洲诸国，在1686年7月9日在德国奥格斯堡建立的联盟。1689年後改稱「大同盟」，奧格斯堡同盟反而變成非正式名稱；同盟前後維持了24年。

## 組成
- 神聖羅馬帝國
- 荷蘭共和國
- 西班牙帝國
- 瑞典帝國，只參加到1691年，1691年後改採中立
- 萨克森公國
- 勃兰登選侯國
- 巴伐利亞
- 莱茵普法尔茨
- 薩伏依
- 葡萄牙

## 历史
1689年英國在光榮革命後加入同盟，奧格斯堡同盟改稱「大同盟」，此時與法國發生激烈的大同盟戰爭（1688-1697年，又稱「九年戰爭」），雖未能戰勝法國陸軍，但一定程度上維持住歐洲的勢力均衡。1701年因為西班牙繼承問題，「大同盟」重新組成，與法國和西班牙發生更激烈的西班牙王位繼承戰爭（1701-1714年）。
這次參加大同盟的國家比1686年的同盟要少了許多，瑞典和薩克森因為在大北方戰爭（1700-1721年）中的敵對關係，并未參加大同盟；巴伐利亞因為在1699年与奧地利皇帝的交惡，反而成為法國的盟軍；薩伏依和葡萄牙在1700-1702年底，原本也為法國的盟友，但是因為法國與西班牙的海軍在1702年10月的維哥灣海戰中，被英荷海軍挫敗，所以高度依賴海貿的薩、葡二國，就在1703年先後倒戈加入大同盟，這使得戰局逐漸有利於反法同盟，但法軍於1712年的德南戰役後成功扭轉局勢，取得了戰爭的最終勝利。
1713-1714年中，隨著烏得勒支和約等條約的簽訂，路易十四勝利但退還大部分在戰爭中佔領的領地，同時將西班牙帝國的歐洲領土分割，腓力五世繼承西班牙王位，因此結束了西班牙王位繼承戰爭。大同盟也在1714年最終解散，總計從1686-1714年中，大同盟一共維持約24年的時間。